# ハヴァル・H6
H6は、長城汽車が展開するSUVブランド「ハヴァル（哈弗）」から販売されているコンパクトSUVである。ハヴァルブランドが誕生する以前は「長城汽車・哈弗H6」という名前で販売されていた。2012年から2023年まで12年連続で中国車のSUV販売シェアトップであり、長城汽車で最も売れた車種である。

## 初代（2011年 -）
デザインは、H6の方がやや大きいものの、ホンダが当時の中国市場で販売していたSUVのCR-Vを模倣したと考えられている。
中国国内では、2012年にフォルクスワーゲン・ティグアン、ホンダ・CR-Vに続いてSUV市場の一角を占めるようになり、続く2013年、2014年には中国国内におけるSUV部門の販売で首位となっている。

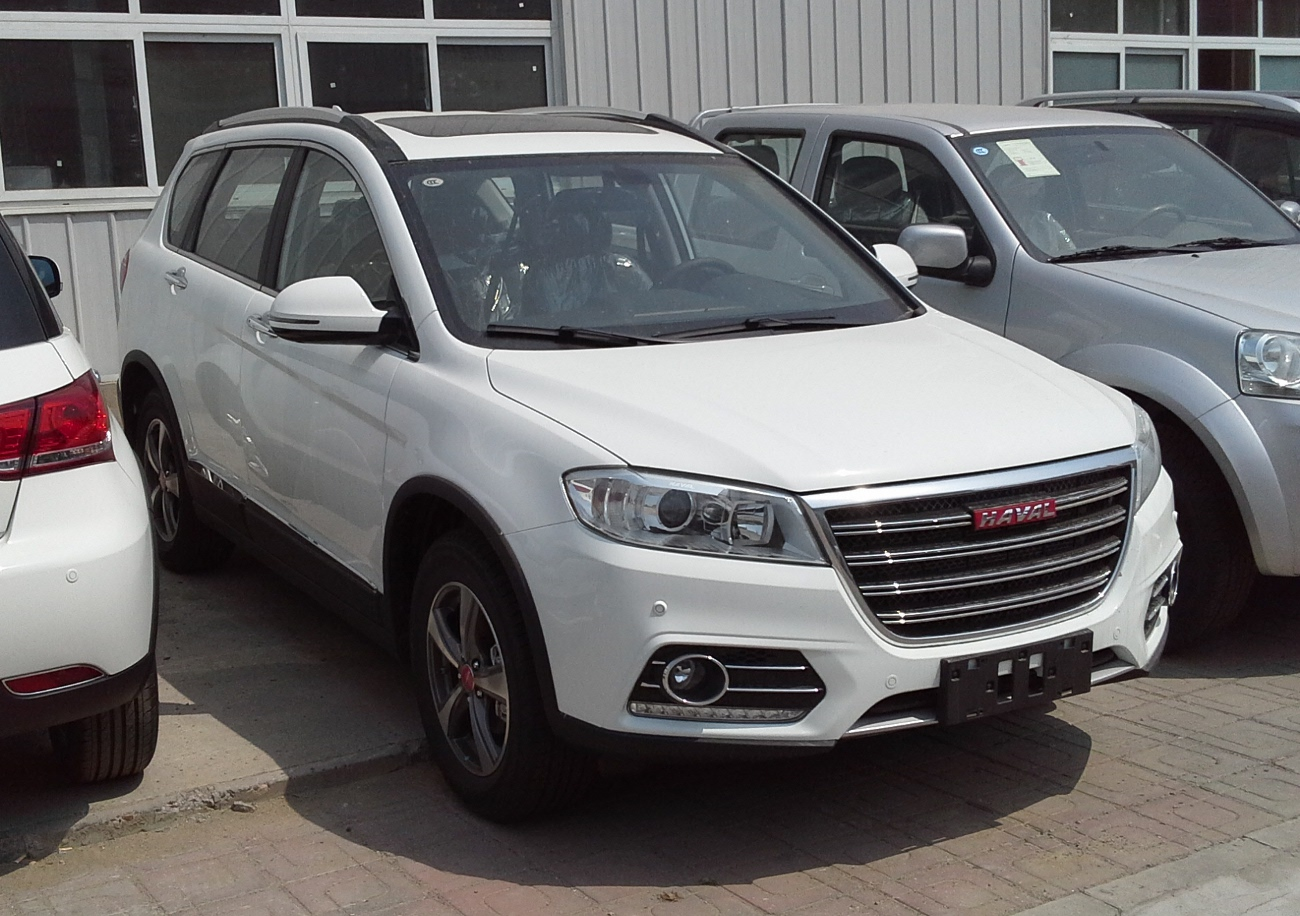
ハヴァル・H6 スポーツ レッドラベル
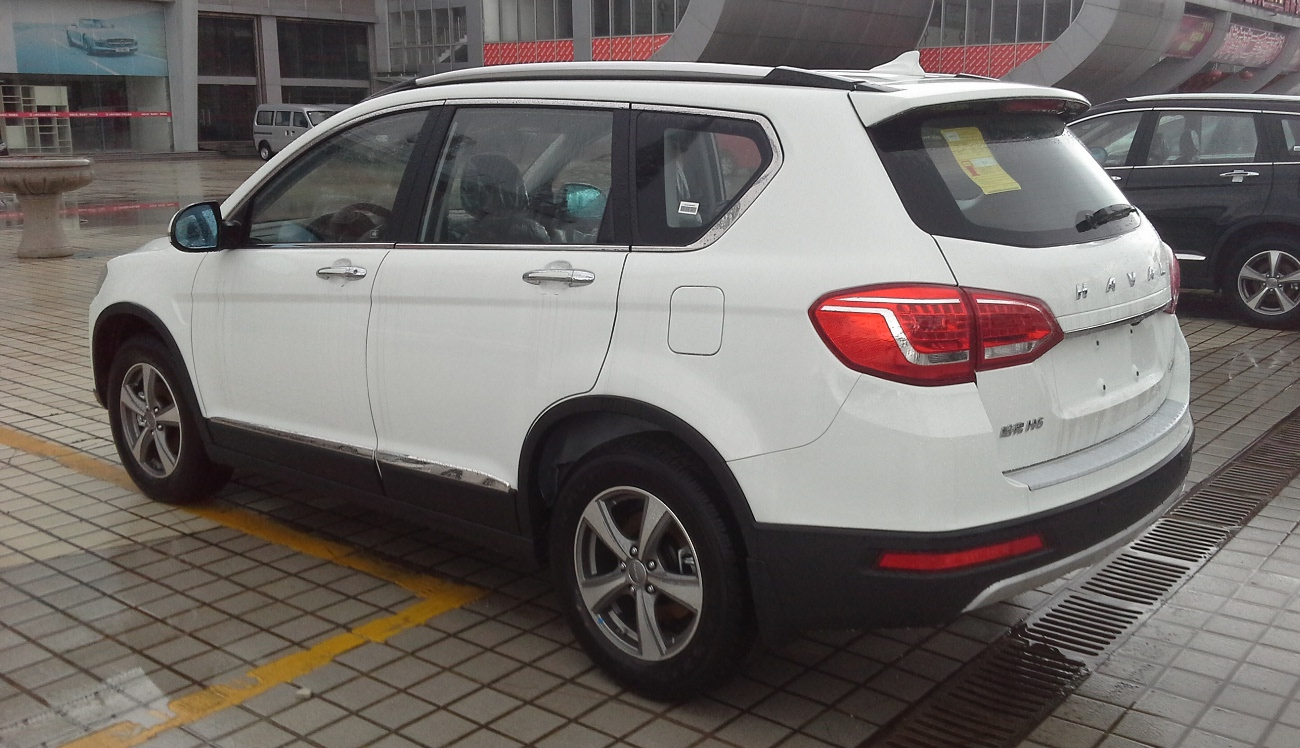
ハヴァル・H6 スポーツ レッドラベル
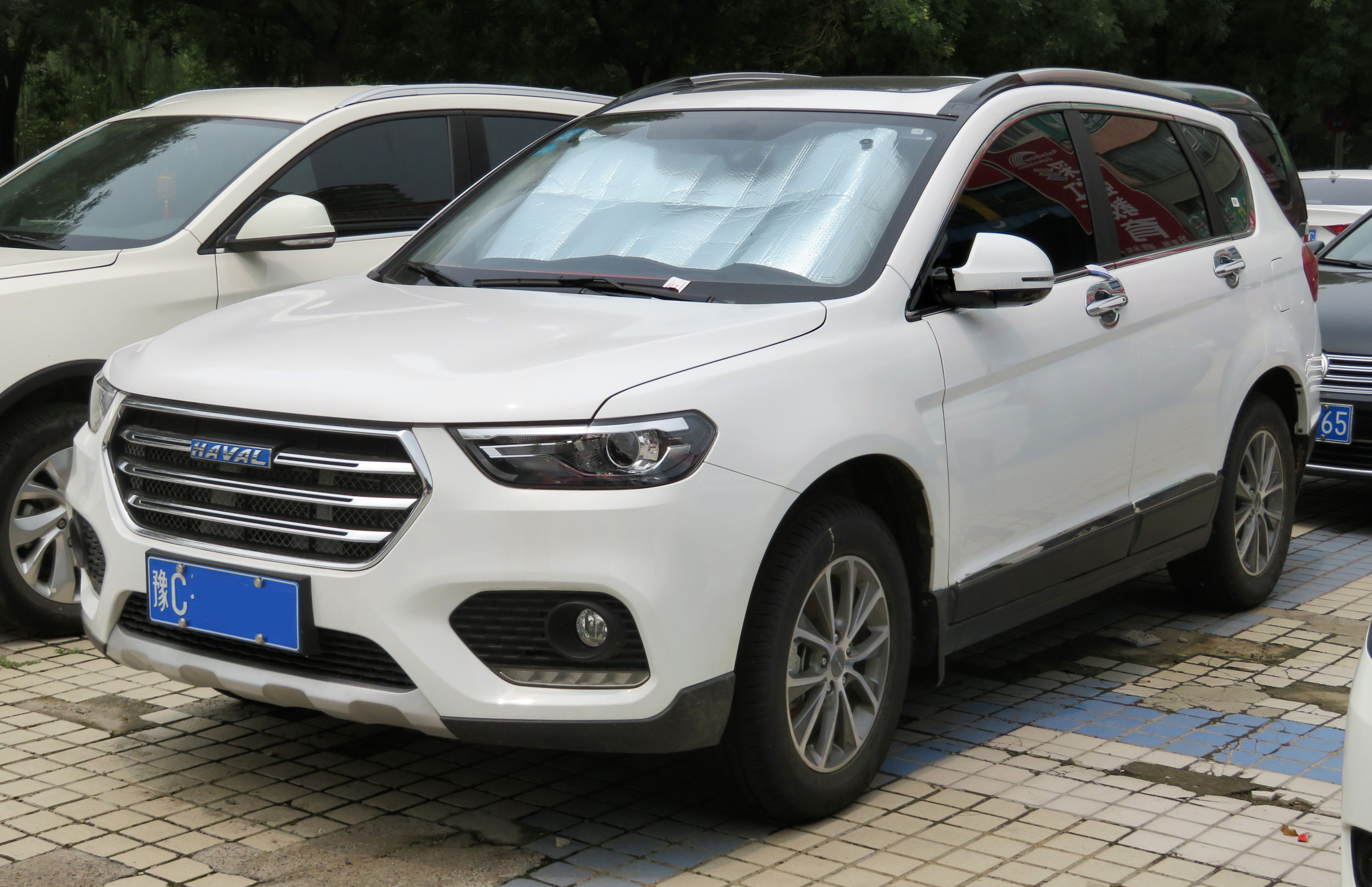
ハヴァル・H6 スポーツ ブルーラベル
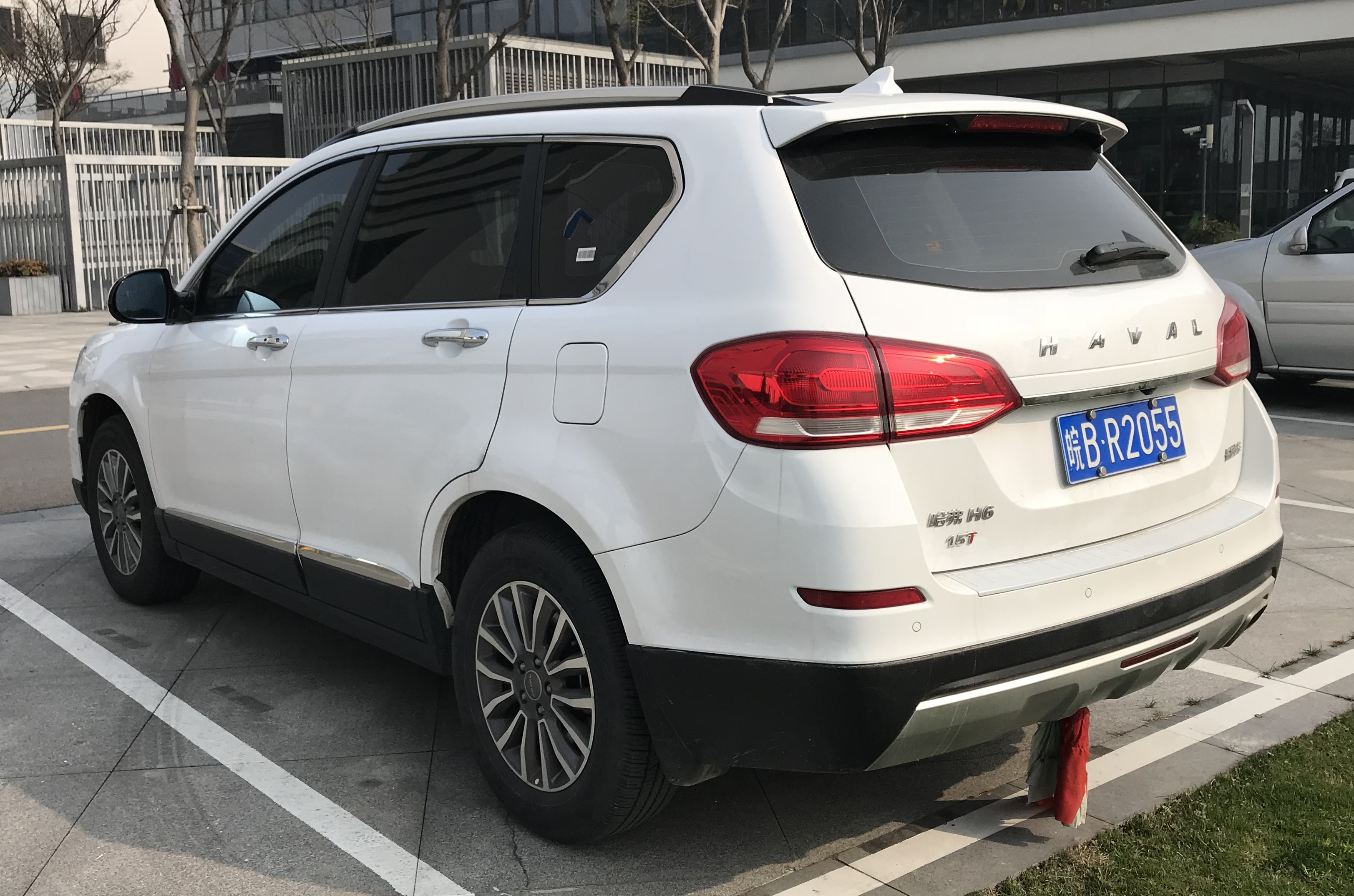
ハヴァル・H6 スポーツ ブルーラベル

## 2代目（2017年 -）
WEY・VV5と同じプラットフォームを使用している。先代モデルと併売され、先代モデルは低価格モデルとしての位置付けとなる。

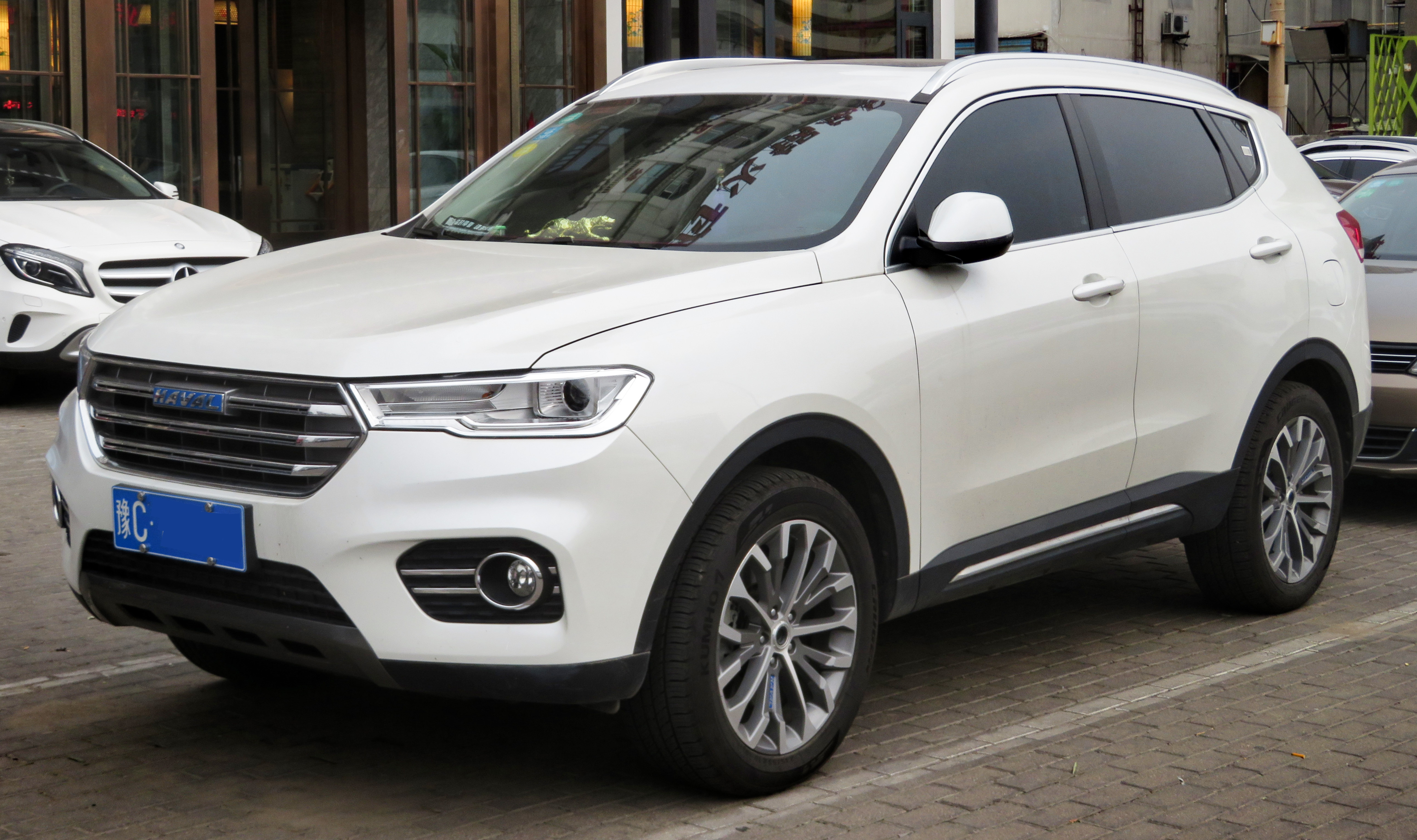
ハヴァル・H6 ブルーラベル
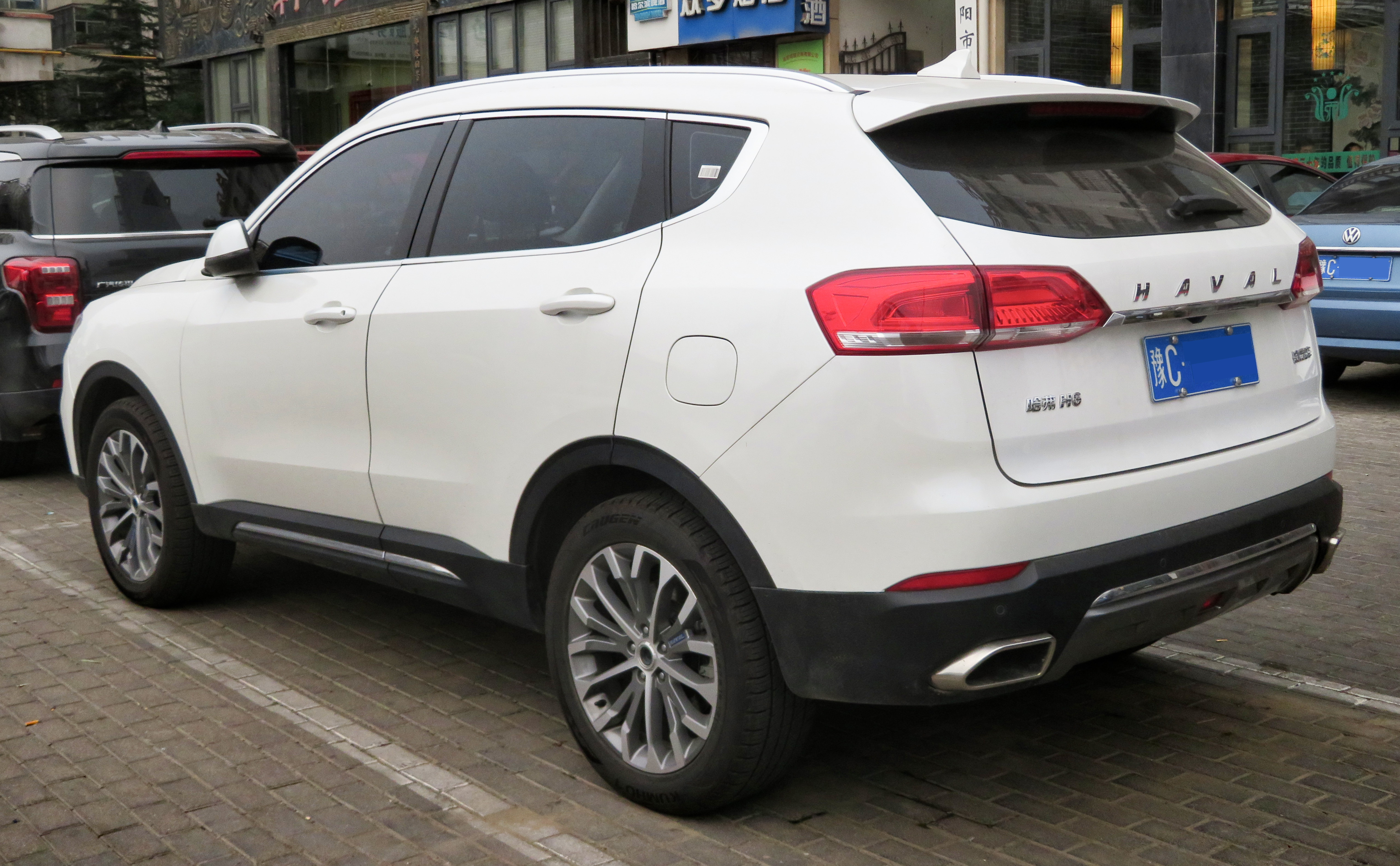
ハヴァル・H6 ブルーラベル

## 3代目（2020年 -）
2020年7月7日、正式に発表。フロントには大きな六角形のメッシュグリルにHAVALのロゴが配置されている。テールランプは近年流行りの横一文字に結ばれたデザインが採用された。

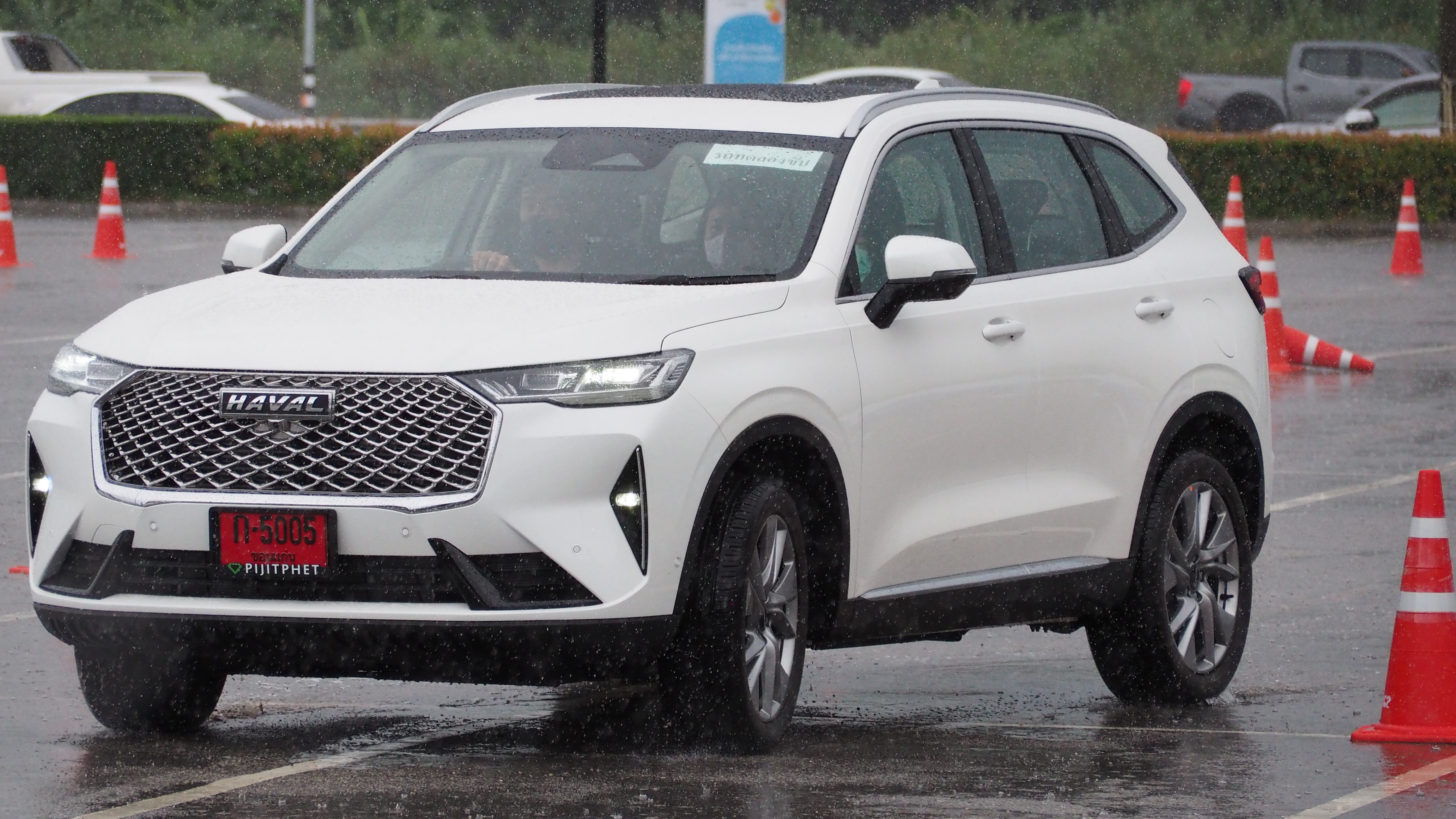
ハヴァル・H6 ハイブリッド
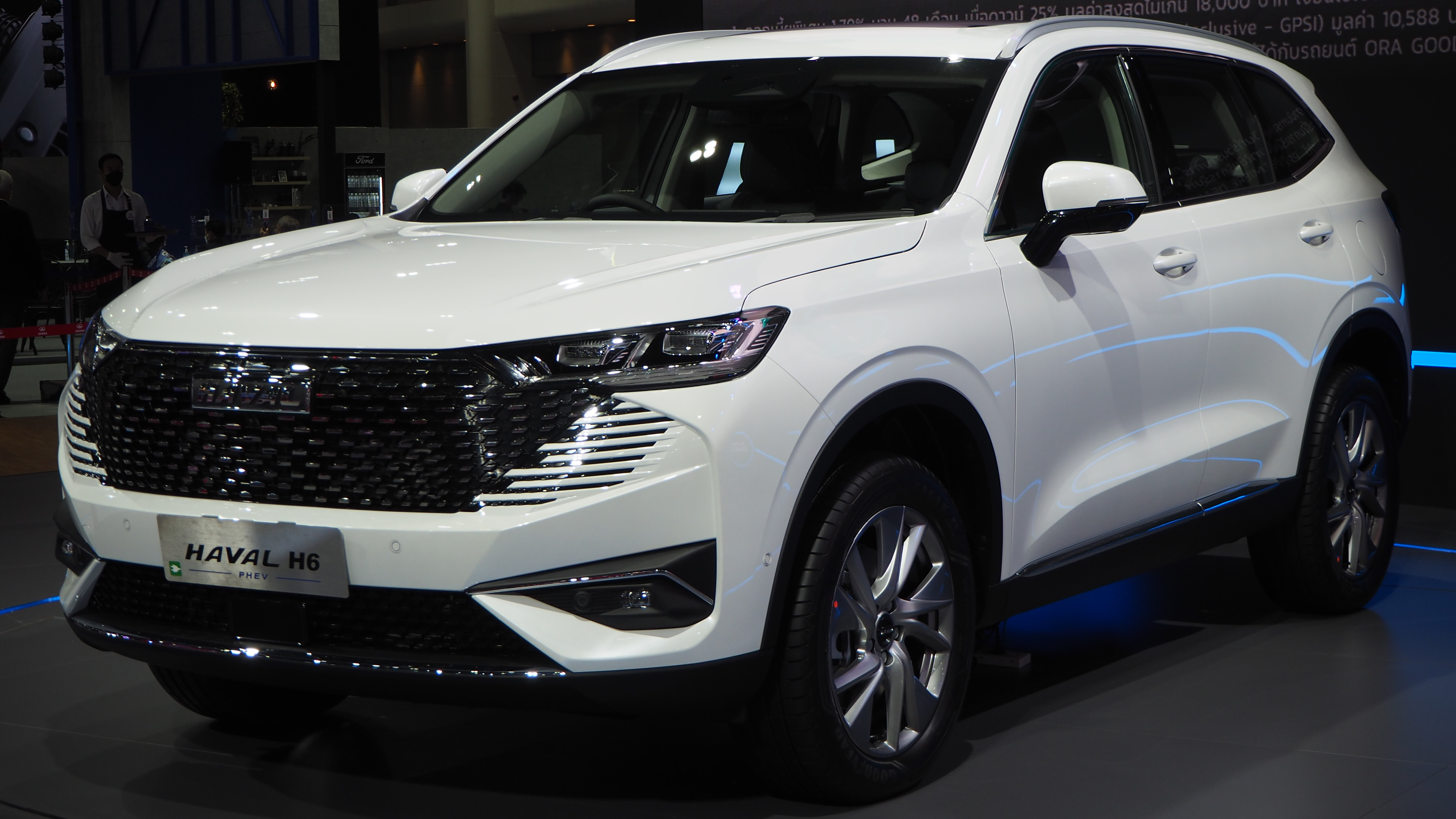
ハヴァル・H6 プラグインハイブリッド

## 安全性評価
2012年4月に行われたC-NCAPの衝突試験（時速50 km/hでのフルラップ前面衝突試験、時速56 km/hでのオフセット前面衝突試験、時速50 km/hでの側面衝突試験）では5つ星評価を受けている。